# André Brink
André Philippus Brink (født 29. maj 1935, død 6. februar 2015) var en sydafrikansk forfatter. Han skrev både på engelsk og afrikaans. Hans forældre var afrikaaner nationalister, og især faderen, Daniel, var anti-britisk. Farfaren havde kæmpet mod englænderne i Boerkrigen.
André Brink var medstifter af forfattergruppen Die Sestigers (60'erne) for unge afrikaanssprogede forfattere, som talte imod apartheid.
André Brink var professor i engelsk ved University of Cape Town i Sydafrika. De fleste af hans romaner relaterer sig til apartheid.

## Udvalgt bibliografi
- Rumors of Rain (1978)
- A Dry White Season (1979). Romanen er blevet filmatiseret (1984) med bl.a. Donald Sutherland og Marlon Brando.
- Other Lives (2008)

## Udgivelser oversat til dansk
- Et nu i vinden Lindhardt og Ringhof (1981)
- En kæde af stemmer Lindhardt og Ringhof (1982)
- Pestmuren Lindhardt og Ringhof (1985)
- En tør hvid årstid Lindhardt og Ringhof (1986)
- Melissa Lindhardt og Ringhof (1988)
- Rygter om regn Lindhardt og Ringhof (1990)